# Noterus laevis
Noterus laevis là một loài bọ cánh cứng trong họ Noteridae. Loài này được Sturm miêu tả khoa học đầu tiên năm 1834.